# Вайкокомаг 2
Вайкокомаг 2 (англ. Whycocomagh 2) — індіанська резервація в Канаді, у провінції Нова Шотландія, у межах графства Інвернесс.

## Населення
За даними перепису 2016 року, індіанська резервація нараховувала 831 особу, показавши зростання на 3,9%, порівняно з 2011-м роком. Середня густина населення становила 111,1 осіб/км².
З офіційних мов обидвома одночасно володіли 10 жителів, тільки англійською — 815. Усього 525 осіб вважали рідною мовою не одну з офіційних, з них 520 — одну з корінних мов.
Працездатне населення становило 53,6% усього населення, рівень безробіття — 23,7%.
Середній дохід на особу становив $22 240 (медіана $17 600), при цьому для чоловіків — $18 056, а для жінок $25 894 (медіани — $13 504 та $24 213 відповідно).
28,4% мешканців мали закінчену шкільну освіту, не мали закінченої шкільної освіти — 33%, 39,4% мали післяшкільну освіту, з яких 30,2% мали диплом бакалавра, або вищий.
| Статево-вікова структура населення | Статево-вікова структура населення | Статево-вікова структура населення | Статево-вікова структура населення | Статево-вікова структура населення |
| ---------------------------------- | ---------------------------------- | ---------------------------------- | ---------------------------------- | ---------------------------------- |
|                                    |                                    |                                    |                                    |                                    |
| Всього                             | Всього                             | 48,8%51,2%                         |                                    |                                    |
| 0 — 14 років                       | 0 — 14 років                       |                                    | 32,9%                              | 32,9%                              |
| 15 — 64 років                      | 15 — 64 років                      |                                    | 64,1%                              | 64,1%                              |
| 65 і більше                        | 65 і більше                        |                                    | 3%                                 | 3%                                 |
| Середній вік (років)               | Середній вік (років)               | 26,427,7                           | 27,0                               | 27,0                               |
| Медіана (років)                    | Медіана (років)                    | 21,125,3                           | 23,1                               | 23,1                               |
| — чоловіки — жінки                 |                                    |                                    |                                    |                                    |

| Походження мешканців:     | Походження мешканців:     | Походження мешканців: | Походження мешканців: | Походження мешканців: |
| ------------------------- | ------------------------- | --------------------- | --------------------- | --------------------- |
| Походження                |                           |                       | осіб                  | %                     |
| Корінні американці        | Корінні американці        |                       | 810                   | 98.78%                |
| Інше північноамериканське | Інше північноамериканське |                       | 10                    | 1.22%                 |
| Європейське               | Європейське               |                       | 70                    | 8.54%                 |
| британське                | британське                |                       | 70                    | 8.54%                 |
| французьке                | французьке                |                       | 10                    | 1.22%                 |
| Латинськоамериканське     | Латинськоамериканське     |                       | 15                    | 1.83%                 |

## Клімат
Середня річна температура становить 5,5°C, середня максимальна – 21,3°C, а середня мінімальна – -12°C. Середня річна кількість опадів – 1 394 мм.
| Клімат поселення                              | Клімат поселення | Клімат поселення | Клімат поселення | Клімат поселення | Клімат поселення | Клімат поселення | Клімат поселення | Клімат поселення | Клімат поселення | Клімат поселення | Клімат поселення | Клімат поселення | Клімат поселення |
| Показник                                      | Січ.             | Лют.             | Бер.             | Квіт.            | Трав.            | Черв.            | Лип.             | Серп.            | Вер.             | Жовт.            | Лист.            | Груд.            |                  |
| Середній максимум, °C                         | −0,62            | −1,62            | 2,12             | 7,17             | 13,21            | 18,22            | 21,18            | 21,28            | 16,88            | 11,63            | 6,70             | 1,13             |                  |
| Середня температура, °C                       | −5,81            | −6,79            | −3,05            | 1,97             | 8,03             | 13,04            | 17,71            | 17,82            | 13,41            | 8,18             | 3,25             | −2,32            |                  |
| Середній мінімум, °C                          | −10,98           | −11,97           | −8,24            | −3,2             | 2,85             | 7,86             | 14,25            | 14,36            | 9,97             | 4,75             | −0,22            | −5,78            |                  |
| Норма опадів, мм                              | 126              | 105              | 107              | 104              | 90               | 97               | 93               | 106              | 120              | 142              | 152              | 152              |                  |
| Середньомісячна швидкість вітру, м/с          | 5.66             | 5.42             | 5.45             | 5.03             | 4.90             | 4.72             | 4.51             | 4.47             | 4.89             | 5.37             | 5.51             | 5.76             |                  |
| Середньомісячна сонячна радіація, кДж/м²·день | 4325             | 7408             | 11370            | 14809            | 18106            | 20116            | 19749            | 17245            | 13036            | 8061             | 4537             | 3306             |                  |
| --------------------------------------------- | ---------------- | ---------------- | ---------------- | ---------------- | ---------------- | ---------------- | ---------------- | ---------------- | ---------------- | ---------------- | ---------------- | ---------------- | ---------------- |
| Джерело:                                      |                  |                  |                  |                  |                  |                  |                  |                  |                  |                  |                  |                  |                  |